# Macromitrium helmsii
Macromitrium helmsii là một loài rêu trong họ Orthotrichaceae. Loài này được Paris mô tả khoa học đầu tiên năm 1900.